# Leptogaster entebbensis
Leptogaster entebbensis là một loài ruồi trong họ Asilidae. Leptogaster entebbensis được Oldroyd miêu tả năm 1939. Loài này phân bố ở vùng nhiệt đới châu Phi.